# Грязнуха (река, впадает в Куйбышевское водохранилище)
Грязнуха — река в Чистопольском районе Татарстана. Впадает в Камский залив Куйбышевского водохранилища.

## Описание
Длина реки 6,6 км, площадь водосборного бассейна — 52 км². Протекает в 8-10 км к востоку от города Чистополь. Исток на южной окраине села Александровка. Течёт на северо-северо-восток через село, в низовьях протекает через дачный посёлок (бывший посёлок отделения № 3 совхоза им. Галактионова). В устьевой части поворачивает на запад и теряется в пойме залива водохранилища в полукилометре к северу от посёлка.
До образования водохранилища впадала в реку Прость у села Змеево (в 5 км к западу от нынешнего устья).
Имеются пруды на притоках. У дачного посёлка реку пересекает автодорога Чистополь — Четырчи.

## Гидрология
Лесистость территории водосбора 9 %. Река с преимущественно снеговым питанием, с высоким половодьем и очень низкой меженью. Замерзает в начале ноября, половодье в первых числах апреля. Средний расход воды в межень у устья — 0,01 м³/с. Общая минерализация от 100 мг/л в половодье до 700 мг/л в межень.